# Плунге
Плу́нге (лит. Plungė; русское дореволюционное название Плунгя́ны, Плугиняны) — город в Литве, в Тельшяйском уезде, административный центр Плунгеского района.

## География
Город занимает площадь в 11,78 км². Железнодорожная станция на линии Клайпеда — Шяуляй.

## Население
| 2001    | 2002    | 2003    | 2004    | 2005    | 2006    | 2007    | 2008    | 2009    |
| ------- | ------- | ------- | ------- | ------- | ------- | ------- | ------- | ------- |
| 23 436  | ↘23 254 | ↘23 158 | ↘22 834 | ↘22 493 | ↘21 800 | ↘21 454 | ↘21 311 | ↘21 167 |
| 2010    | 2011    | 2012    | 2013    | 2014    | 2015    | 2016    | 2017    | 2018    |
| ↘20 916 | ↘20 085 | ↘19 785 | ↘19 483 | ↘19 153 | ↘18 904 | ↘18 593 | ↘18 014 | ↘17 296 |
| 2019    | 2020    | 2021    | 2022    | 2023    |         |         |         |         |
| ↘16 936 | ↘16 755 | ↗17 543 | ↘17 258 | ↗17 385 |         |         |         |         |

Численность населения — 23 137 жителей (2006, 23 246 жителей — в 2005).
Национальный состав по данным всеобщей переписи населения 2021 года:
литовцы — 98,02 %, русские — 0,5 %, украинцы — 0,13 %, поляки — 0,06 %, белорусы — 0,07 %, другие — 0,16 %, нет данных — 1,1 % (2021)

## История

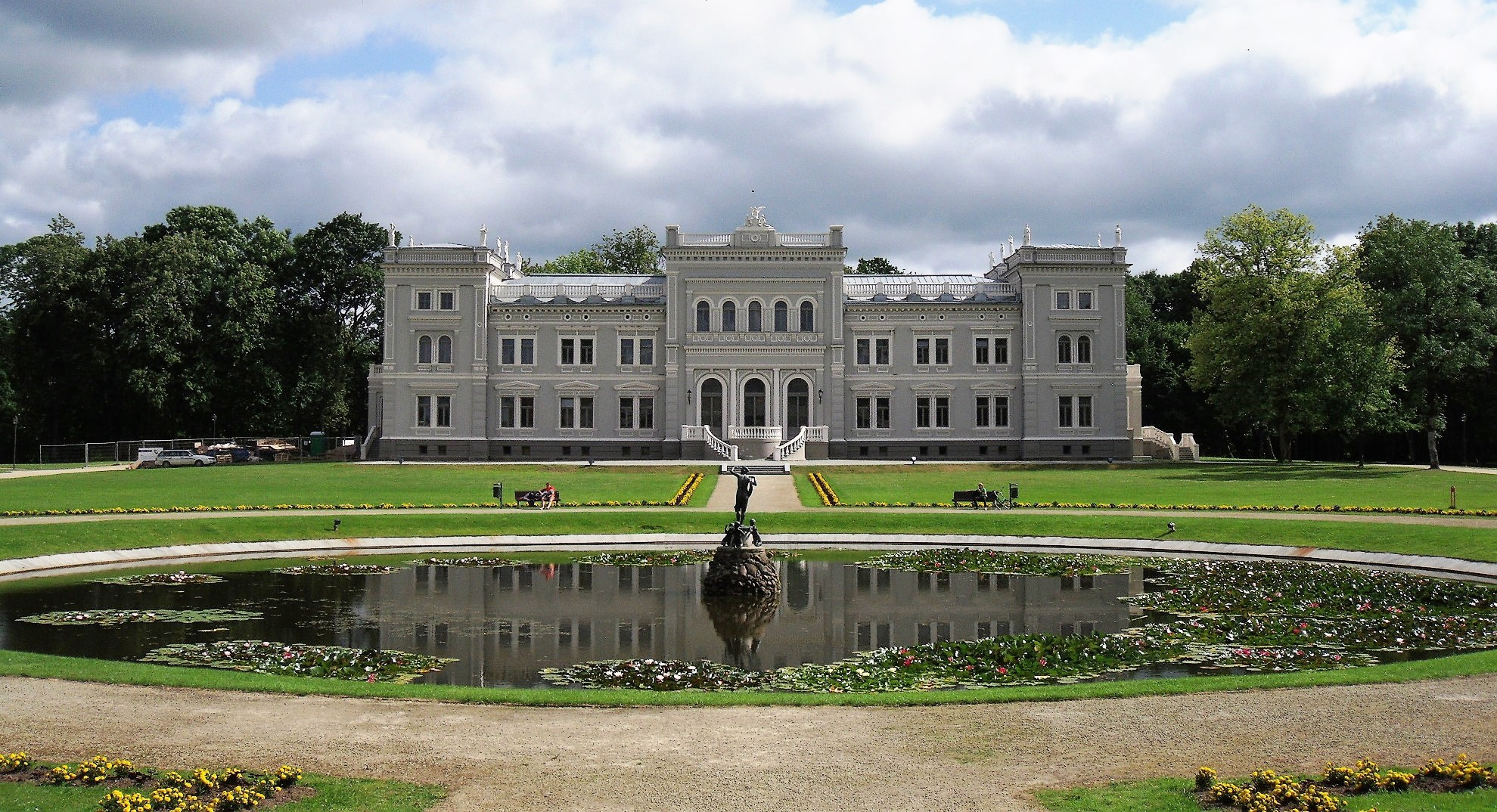
Дворец Огинских

Происхождение названия Плунге не совсем понятно. Наиболее убедительная теория заключается в том, что название города происходит от названия реки Паплунга, которая протекала через город. На карте 1894 г., заказанной князем Миколасом Огинскисом, изображён поток, протекающий из озера Нарвилас в Бабрунгу, который называется Паплунга.
Территория, на которой расположен Плунге, была заселена в V—I вв. до н. э.
После заключения договора Мельно (лит. Melno taika) в 1422 г. в лесах Самогитии были установлены посёлки. До середины XVI века Плунге был частью Гандингской волости. Позже население Плунге начало расти быстрее и превзошло население Гандинга. В 1567 году первый раз Плунге был упомянут как город. 13 января 1792 года Плунге получил магдебургское право и герб: в лазоревом поле — сноп хлеба, перевязанный червлёной лентой, над которым — Око Провидения в золотом сиянии.
В межвоенный период в 1925 году была создана гимназия, в 1932 году была построена железнодорожная ветка. В 1933 году была освящена действующая католическая церковь. Первая частная больница в Плунге была построена в 1939 году, открылись родильные и операционные залы.
До Второй мировой войны в Плунге имелась большая еврейская община, истреблённая в годы Холокоста. В могилах близ Плунге похоронено около 1800 расстрелянных евреев.
К 1963 году вблизи города была сооружена ракетная база Плокштине, которая в настоящее время является музеем Холодной войны.

## Известные люди
- Микалоюс Константинас Чюрлёнис (1875—1911), литовский художник. Учился в музыкальной школе в Плунге (1889—1893 г.).
- Бронисловас Лубис (1938–2011), в 1992-93 премьер-министр Литвы. Был в числе подписавших Акт о восстановлении независимости Литвы 11 марта 1990 года.
- Ванда Руткевич (1943–1992), польская альпинистка.
- Петрас Вишняускас (р. 1957), литовский джазовый саксофонист.
- Олга Раецка (р. 1962), латвийская певица.
- Аисте Смилгевичюте (р. 1977 г.), литовская певица.
- Мантас Армалис (р. 1992), литовский хоккеист.
- Владас Винцович Рекашюс (1893–1920), революционер

## Галерея

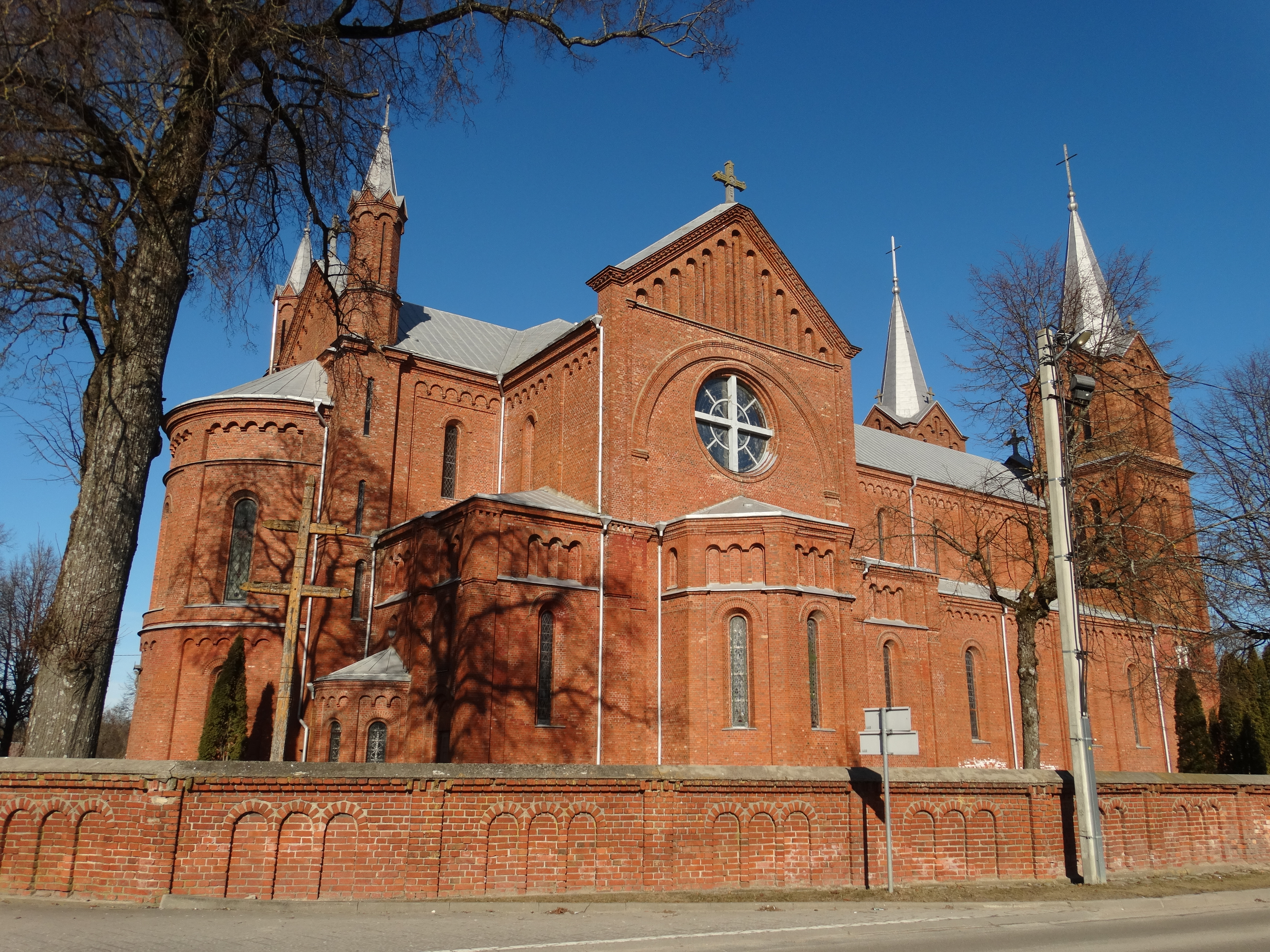
Костёл Иоанна Крестителя
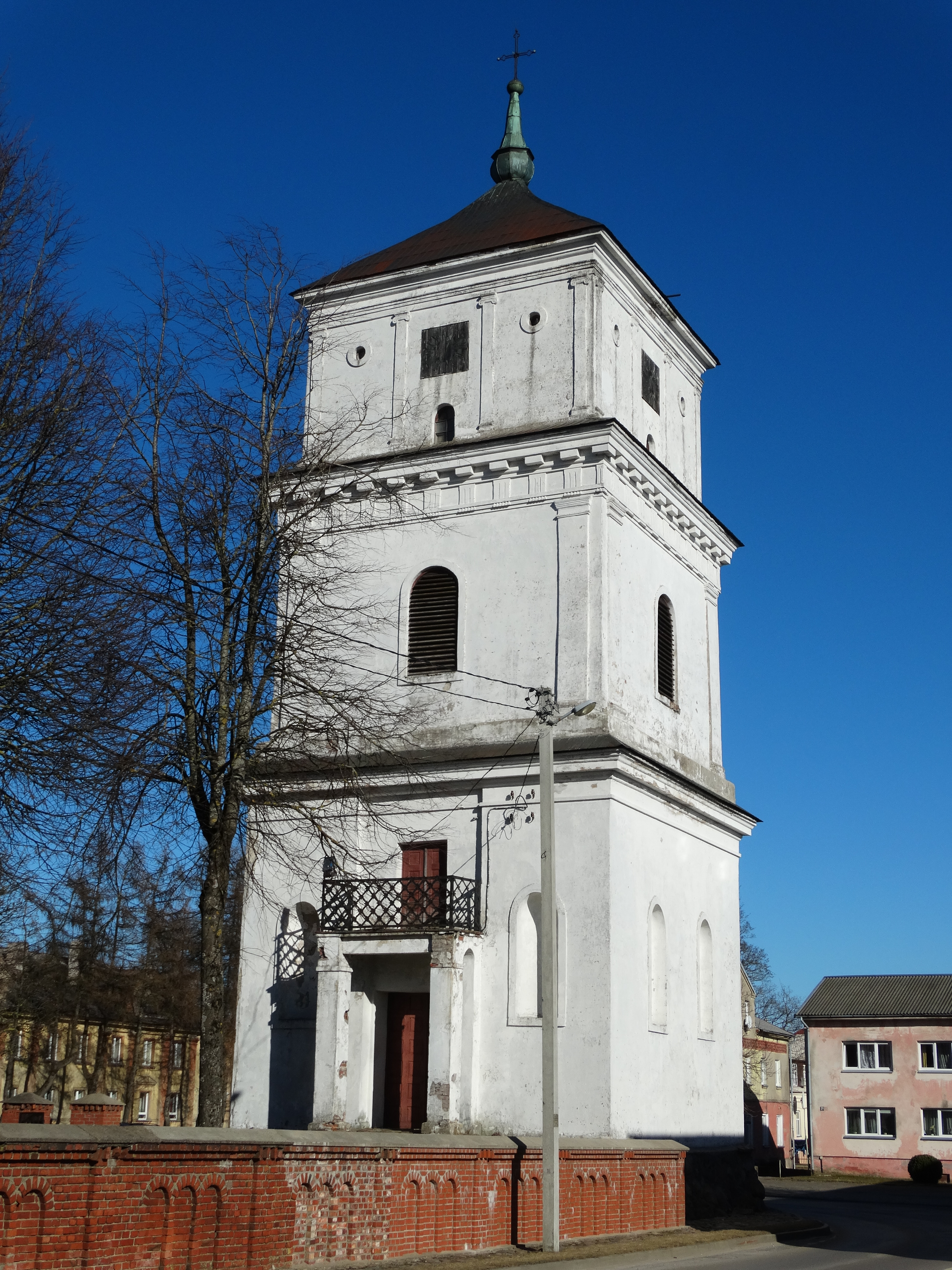
Колокольня
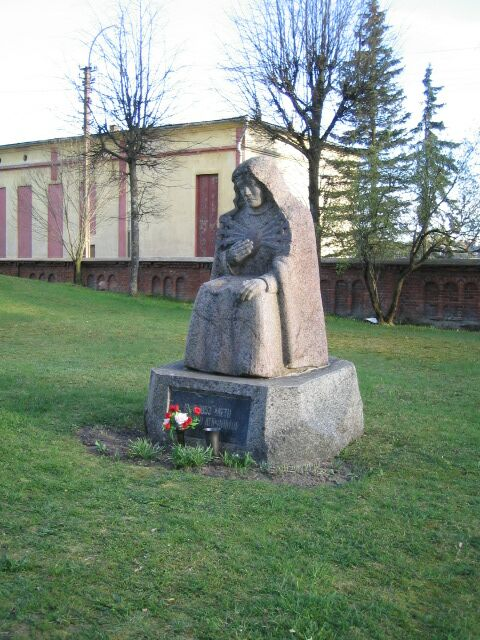
Памятник депортированным литовцам 1940-1953 г.
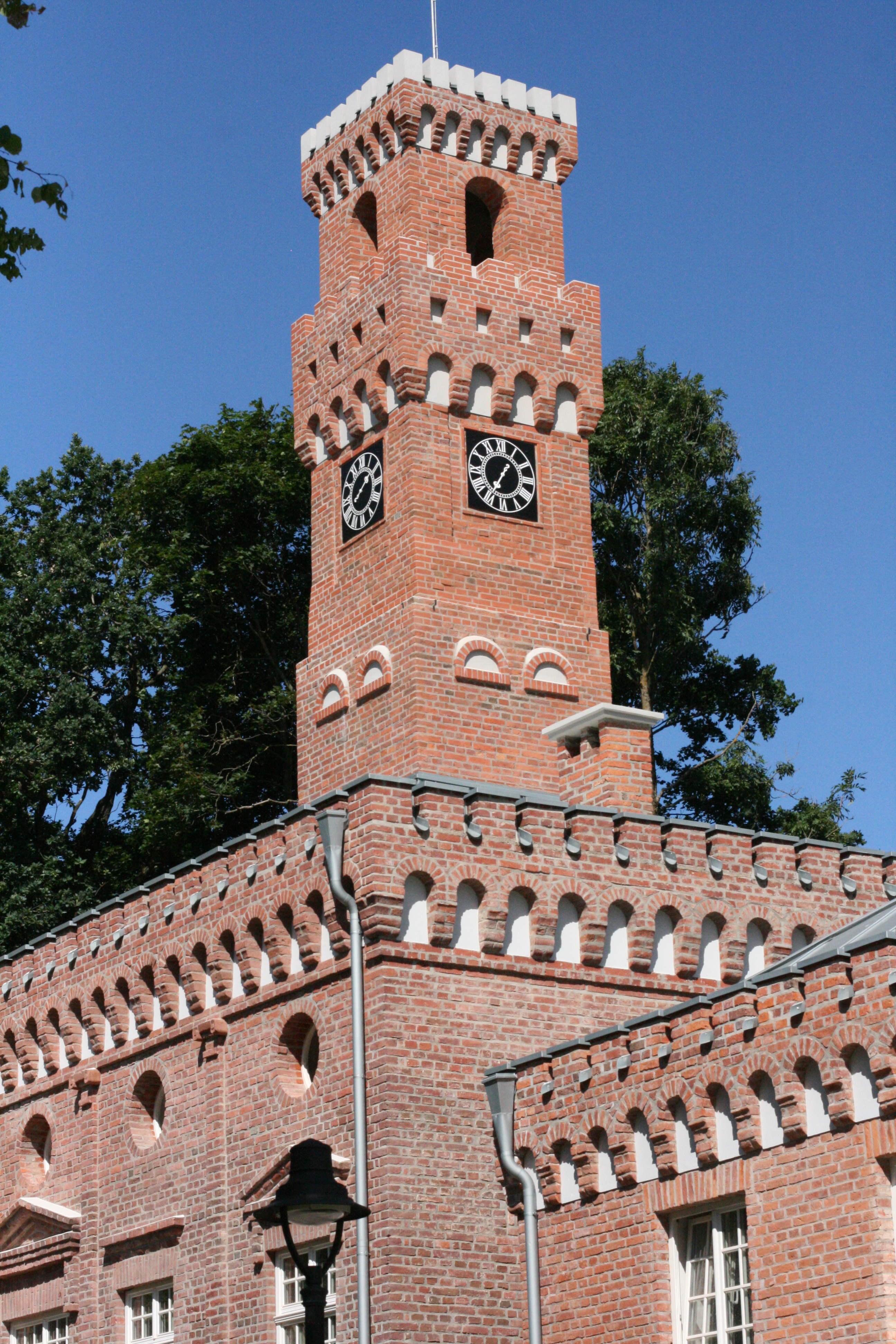
Библиотека
Фонтан
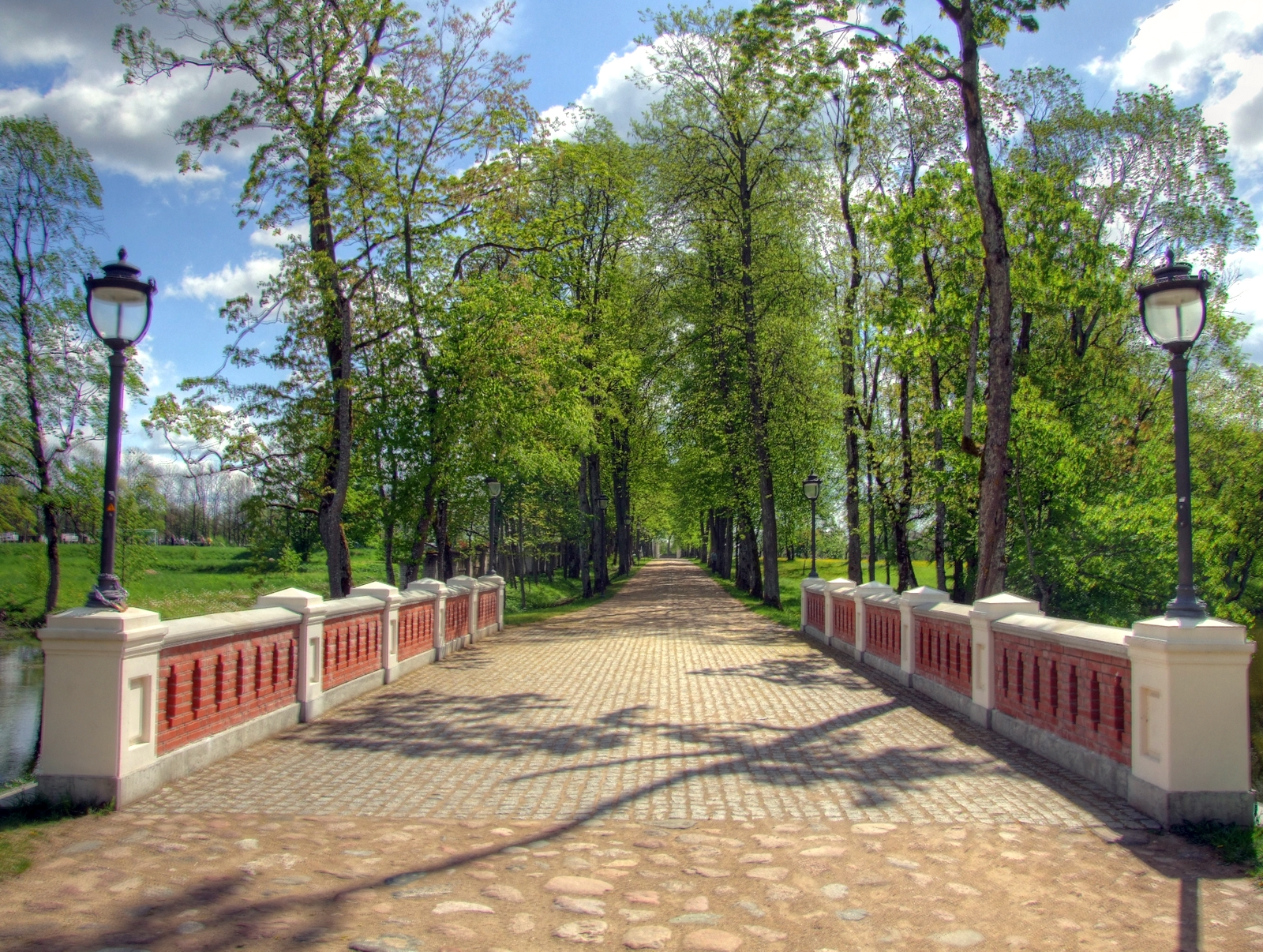
Плунгинский парк
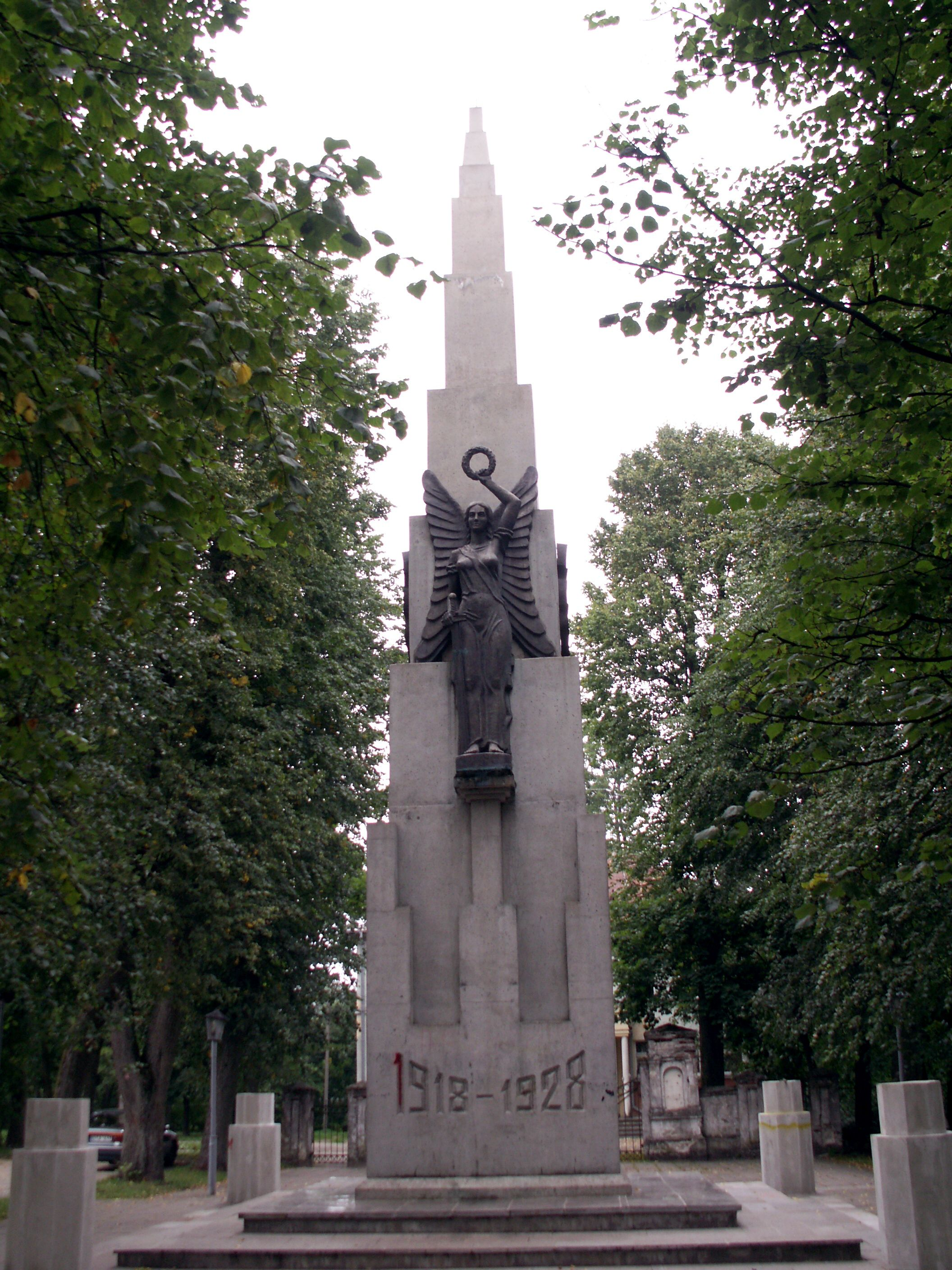
Памятник "Свобода" (1928 г.) разрушен во время советской оккупации, восстановлен в 1992 году.